# Lijst van musea in Spanje
Hieronder volgt een lijst van musea in Spanje, (gesorteerd op vestigingsplaats).

## Alicante
- MARQ, Archeologisch museum van Alicante

## Avilés,Asturië
- Museum Alfercam

## Badajoz
- Museo extremeño e iberoamericano de arte contemporáneo

## Barcelona
- Museo Gaudí, museum
- Picasso-museum
- Fundació Joan Miró
- CaixaForum Barcelona
- CosmoCaixa Barcelona
- Centre de Cultura Contemporania
- Museu d'Art Contemporani de Barcelona
- Museo Frederic Marès
- Museu National d'Art de Catalunya
- Designmuseum van Barcelona

## Bilbao
- Guggenheim Museum (Bilbao)
- Museo de Bellas Artes de Bilbao

## Cádiz
- Fundación NMAC

## Cartagena
- ARQUA, Nationaal museum van Onderwaterarcheologie
- Museo Teatro Romano de Cartagena, Romeins theater

## Córdoba
- Museo de Bellas Artes

## Costa Brava
- Gala-Salvador Dali Foundation Museums

## Cuenca
- Museo de Arte Abstracto Español

## Gijón
- Internationaal doedelzakmuseum

## Hernani
- Museum Chillida-Leku

## Ibiza
- Museu d'Art Contemporani d'Eivissa (MACE)

## Lanzarote
- Fundación César Manrique

## Las Palmas de Gran Canaria
- Centro Atlántico de Arte Moderno

## León
- Museo de Arte Contemporáneo de Castilla y León

## Lleida
- Museu d'Art Modern i Contemporani de Lleida (MORERA)

## Madrid
- Museo del Prado
- Museo Nacional Centro de Arte Reina Sofía
- Museo Thyssen-Bornemisza
- CaixaForum Madrid
- Centre de Cultura Contemporánea
- Museu Frederic Mares
- Fundacion Juan March Museums
- Museo Lázaro Galdiano
- Telefonica Foundation Collection
- Galerij van de Koninklijke Verzamelingen
- Nationaal Archeologisch Museum van Madrid
- Museo de América
- Museo de Cera de Madrid
- Museo Cerralbo
- Museo Sorolla

## Málaga
- Centro de Arte Contemporáneo de Málaga
- Centro Pompidou de Málaga
- Fundacion Picasso / Museo Casa Natal
- Interactief muziekmuseum van Málaga
- Museo Picasso (Málaga)
- Museo Carmen Thyssen

## Malpartida
- Museo Vostell Malpartida

## Murcia
- Museo de Bellas Artes de Murcia (MUBAM)

## Oviedo
- Museo de Bellas Artes de Asturias

## Palma
- Fundación Pilar y Joan Miró

## Pamplona
- Museo de Navarra
- Museo Universidad de Navarra

## Salamanca
- Museo de Art Nouveau y Art Decó Casa Lis de Salamanca

## Santa Cruz de Tenerife
- Museo Municipal de Bellas Artes

## Santiago de Compostella
- Centro Galego de Arte Contemporánea

## San Sebastian
- San Telmo Museoa

## Segovia
- Museo de Arte Contemporaneo Esteban Vicente

## Sevilla
- Centro Andaluz de Arte Contemporáneo
- Museo Arqueológico
- Museo de Artes y Costumbres Populares
- Museo de Carrajes
- Museo de Bellas Artes de Sevilla
- Museo del Baile Flamenco
- Museo Militar
- Museo Naval
- Tesoro Catedralicio

## Toledo
- Museo del Greco

## Valencia
- Huis-Museum Concha Piquer
- Institut Valencià d'Art Modern (IVAM)
- Museo de Bellas Artes de Valencia

## Valladolid
- Nationaal Museum voor Beeldhouwkunst
- Patio Herreriano Museo de Arte Contemporaneo Espanol

## Vitoria
- ARTIUM Museoa

## Mérida
- Nationaal Museum van Romeinse Kunst

## Zaragoza
- Museo Goya - Colección Ibercaja - Museo Camón Aznar
- Museo del Foro de Caesaraugusta
- Museo del Teatro de Caesaraugusta